# Drenok
Drenok (mazedonisch Дренок; albanisch definit Drenoku, indefinit Drenok) ist ein Dorf in der Gemeinde Struga im Südwesten Nordmazedoniens. Es ist der nördlichste Ort der Gemeinde und hatte 2021 genau 19 Einwohner.